# La Constitución Toltepec
La Constitución Toltepec är en ort i Mexiko.   Den ligger i kommunen Toluca och delstaten Mexiko, i den sydöstra delen av landet, 50 km väster om huvudstaden Mexico City. La Constitución Toltepec ligger 2 580 meter över havet och antalet invånare är 6 402.
Terrängen runt La Constitución Toltepec är huvudsakligen platt, men österut är den kuperad. Runt La Constitución Toltepec är det tätbefolkat, med 493 invånare per kvadratkilometer. Närmaste större samhälle är Toluca, 12,8 km sydväst om La Constitución Toltepec. Trakten runt La Constitución Toltepec består till största delen av jordbruksmark.